# روزنامه شورش
روزنامهٔ شورش در سال ۱۳۲۹ خورشیدی منتشر شد و مؤسس آن امیرمختار کریم‌پور شیرازی بود. وجه تسمیهٔ این روزنامه با هدف و افکار کریم‌پور شیرازی همخوانی داشت، همچنان که کریم‌پور در اولین شمارهٔ آن نوشته بود: «من ملت ایران را به شورش دعوت می‌کنم.»
در گوشه سمت راست روزنامه شورش کلام زیر به نقل از امام اول شیعیان نوشته می‌شد:
«پیکار کنید، بگذارید جای لکه ذلت، دامن کفن شما آغشته به خون پاک شما باشد. پیکار کنید که مرگ شرافتمندانه هزار بار از زندگی ننگین ستوده تر است.»

## مدیر روزنامه
کریم‌پور شیرازی مدیر روزنامهٔ شورش، در یک روستای محروم از استان فارس به دنیا آمد. در سال ۱۳۲۹ زمانی که فعالیت جبهه ملی ایران به رهبری محمد مصدق در اوج خود بود، کریم‌پور روزنامه شورش را منتشر می‌کرد. وی چون از کودکی فقر مردم را دیده بود در روزنامه اش از رنج‌های مردم، بی‌عدالتی‌ها و ظلم و ستم دربار پهلوی می‌نوشت. روزنامهٔ شورش همچنین مقالاتی در مورد دربار و کاشانی می‌نوشت و از کارکردهای آن‌ها گزارش می‌داد. مطالب این روزنامه، روزنامهٔ مرد امروز را که توسط محمد مسعود منتشر می‌شد تداعی می‌کرد و خوانندگان و پشتیبانان بسیاری در جامعه و در بین سیاسیون داشت.
کریم‌پور از همان ابتدای انتشار شورش آمادگی خود را برای جانبازی در راهی که در آن گام نهاده بود، اعلام کرده و نوشته بود: «من جداً مصمم هستم که این مبارزهٌ سرسخت و آشتی‌ناپذیر را تا سرحد مرگ شرافتمندانه و سرخ که ایده‌آل و آرزوی دیرین من است دنبال کنم. جنگ ما یک جنگ دامنه‌دار وسیع و ملی است.»

## نخستین سرمقاله
نخستین شماره روزنامه شورش در ۲۳ بهمن ماه ۱۳۲۹ انتشار یافت. کریم‌پور شیرازی در این سرمقاله نوشت: «... یک بار دیگر با کمال صراحت و مردانگی آشکارا و علنی فریاد می‌زنم: ای مردم، اگر طالب سعادت خویش و خوشی ایران و ایرانیان هستید، چاره منحصر به فرد، فقط یک شورش و انقلاب خونین است. در صورتی که از مرگ سرخ بترسید، با روی سیاه و در برابر کاخ‌های سفید سر به فلک کشیده، از گرسنگی و بدبختی خواهید مرد. باید بین مرگ شرافتمندانه و زندگی ننگین یکی را انتخاب کنید من که مرگ شرافتمندانه را هزار بار به زندگی ننگین ترجیح می‌دهم و حاضر نیستم در بستر مذلت و پستی جان خود را حرام کنم. اگر شما هم از مردی و مردانگی و غیرت نشان دارید، بسم‌الله، بفرمایید، این گوی و این میدان، وگر نه بمانید و به نام زندگی، این قدر در این منجلاب مانند کرم بلولید تا با پستی و حقارت، از گرسنگی جانتان بالا بیاید.»

## درج اشعار کریم‌پور
کریم‌پور اشعار خودش را نیز در روزنامهٔ شورش منتشر می‌کرد. از جمله این ابیات:
انجمن در مجلس شورا ندارد حاصلی
انجمن بایست کردن در سرای انقلاب
ترس دولت ملت بیچاره را از پا فکند
نقشه‌ای باید کشیدن از برای انقلاب
داروی صبر و شکیبایی نمی‌بخشد اثر
درد ما را نیست درمان جز دوای انقلاب
کاخ این خونخوارگان را واژگون بایست کرد
ریختن باید ز نو از خون بنای انقلاب
روزنامهٔ شورش در آخرین روزهای نزدیک به کودتای ۲۸ مرداد ۱۳۳۲ در دفاع از دکتر محمد مصدق نوشت.
دلم به پاکی دامان غنچه می‌سوزد
که بلبلان همه مستند و باغبان تنهاست.

## توقیف و تعطیلی
روزنامه شورش چندین بار توقیف شد اما کریمپور از پا ننشست و با استفاده از امتیاز روزنامه‌های دیگر مانند فریاد ایران، مرد وطن و قیام ملت باز هم شورش را انتشار داد. او در همین شماره‌ها نامه‌های تهدیدآمیز به خود را فاش ساخت یکی از این نامه‌ها که با خطی کج و معوج نوشته شده بود چنین مضمونی داشت:
«مدیر روزنامه شورش! بدان و آگاه باش که اگر دست از مبارزه با والاحضرت اشرف پهلوی… برنداری، عاقبت وخیمی در پیش داری. دیدی که چگونه محمد مسعود می‌خواست علیه ما مبارزه کند و به حیات او خاتمه دادیم؟ باز هم می‌گویم که اگر دست از این مبارزه برنداری، در همین روزها منتظر سرنوشت مسعود باشد.»
کریمپور کلیشه عین دستخط این نامه را به صورت کلیشه در روزنامه شورش به چاپ رساند و در پاسخ نوشت:
به نام نکو گر بمیرم رواست
مرا نام باید، که تن، مرگ راست
من از روزی که دست چپ و راست خود را شناخته و پا در صحنه و میدان سیاست گذاشته‌ام، به قرآن مجید سوگند یاد کرده‌ام که چیزی جز به منفعت ملت ایران نگویم و سطری جز برای آسایش مردم ننویسم. من سوگند یاد کرده‌ام که حقایق را بگویم و بنویسم ولو این که به قیمت جانم تمام شود.»
این روزنامه بعد از کودتای مرداد سال ۱۳۳۲ تعطیل شد.

## چاپ
- شورش، زندگی و مبارزات کریم پور شیرازی، علی اشرف درویشان، محمدرضا آل ابراهیم نشر چشمه، ۱۳۸۳، شابک:ISBN 964-362-170-7